# Apiario
L'apiario è il luogo dove vengono collocate le arnie di Apis mellifera. Per l'installazione di un apiario è necessario seguire alcune regole generali: 
- il lavoro delle api deve essere diretto e sorvegliato;
- nei dintorni dell'apiario devono essere presenti piante mellifere, anche se stagionali.

Il numero massimo di alveari che può essere piazzato in un apiario varia in base all'ampiezza delle fonti di nettare e di polline in una data area. La capacità dell'area può variare enormemente.
Tradizionalmente gli apicoltori (o apiaristi) pagano l'utilizzo di aree non proprie con lo stesso miele. Talvolta hanno anche l'uso gratuito delle aree perché alcuni agricoltori richiedono la presenza di api per l'impollinazione soprattutto degli alberi da frutto.

## Collocazione

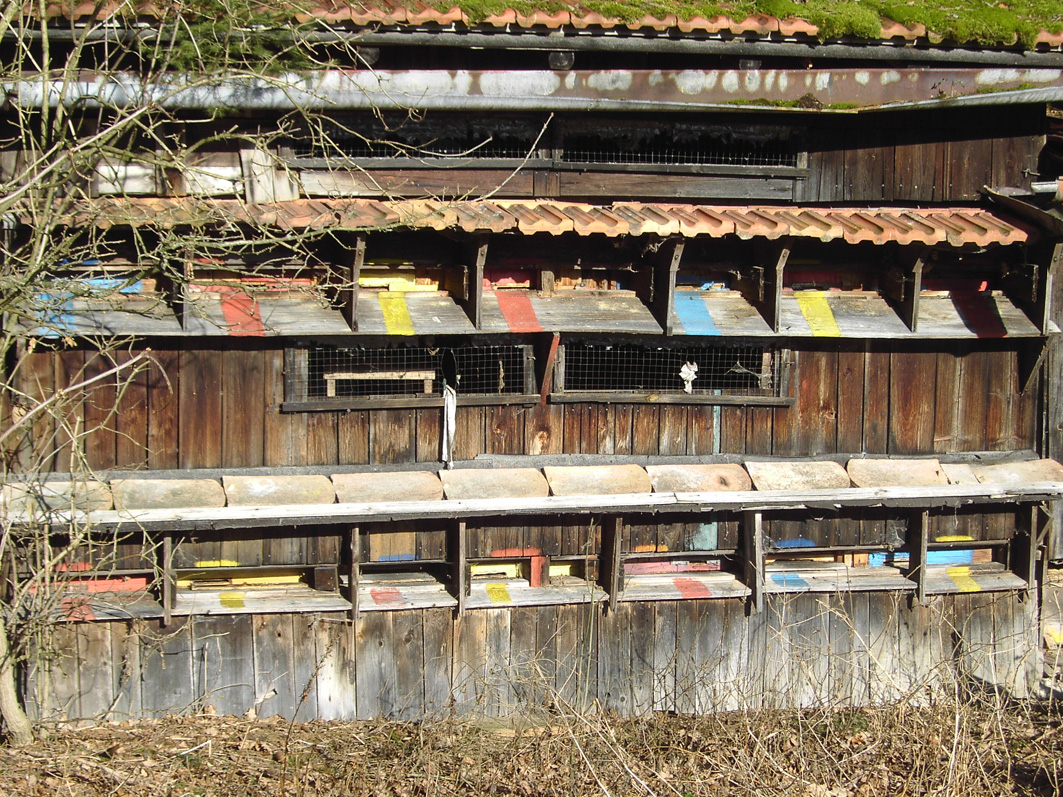
Apiario nell'Alta Baviera, Germania

Raramente gli apiari vengono costruiti solo per l'impollinazione ma in alcuni casi, come per l'agricoltura biologica, vengono eretti apiari a lungo termine, con almeno un alveare per acro (4.000 m²) lì dove è richiesta l'impollinazione. Usando una unità di misura non anglosassone sono necessari 2 / 4 alveari per ettaro a seconda della coltura.

## Dimensioni
Il massimo numero di arnie che può essere installato in un apiario dipende dalle fonti di nettare e pollini dell'area circostante. Se in un apiario ci sono troppe arnie, esse entreranno in competizione tra loro e questo può ridurre la quantità di miele prodotto, favorire la trasmissione di malattie e il saccheggio. La dimensione massima di un apiario permanente dipende anche dal tipo di api; alcune specie infatti possono volare più lontano di altre. Un cerchio intorno ad un apiario con un raggio di foraggiamento di 3 miglia (circa 5 km) copre un'area di 73 km²; una buona regola è di non avere più di 25-40 arnie in un apiario permanente. Tuttavia gli apicoltori migratori possono posizionare temporaneamente anche un centinaio di alveari in una posizione con una buona disponibilità di nettare.